# موش مانداب بیشه‌ای
موش مانداب بیشه‌ای (نام علمی: Myotomys unisulcatus) نام یک گونه از سرده موش‌های آفریقایی کارو است.